# Одметник (епизода Морнаричких истражитеља)
Епизода Одметник је 1. епизода 14. сезоне серије "МЗИС". Премијерно је приказана 20. септембра 2016. године на каналу ЦБС.

## Опис
Сценарио за епизоду су писали творац серије "МЗИС: Нови Орлеанс" Гери Гласберг и Џенифер Корбет, а режирао ју је Тони Вармби.
Након што је ауто експлодирао и убио војног официра, екипа открива да је права мета била његова жена - сестра агента МЗИС-а на тајном задатку који истражује подмићеног нафтног магната. У међувремену, специјлни агент Квин прати екипу да види какав тип агента Гибс тражи.
У овој епизоди се појављује Бад Робертс.

## Ликови

### Из серијеМЗИС
- Марк Хармон као Лерој Џетро Гибс
- Поли Перет као Ебигејл Шуто
- Шон Мајер као Тимоти Макги
- Вајлдер Валдерама као Николас Торес
- Џенифер Еспозито као Александра Квин
- Брајан Дицен као Џејмс Палмер
- Емили Викершом као Еленор Бишоп
- Роки Керол као Леон Венс
- Дејвид Макалум као др. Доналд Малард
- Двејн Хенри као Клејтон Ривс

### Из серијеВојни адвокати
- Патрик Лаборто као Бад Робертс